# Афанасово (сільське поселення село Головтеєво)
Афанасово (рос. Афанасово) — присілок в Малоярославецькому районі Калузької області Російської Федерації.
Населення становить 297 осіб. Входить до складу муніципального утворення Село Головтєєво.

## Історія
Від 2004 року входить до складу муніципального утворення Село Головтєєво.

## Населення
| 2002 | 2010 |
| ---- | ---- |
| 266  | ↗297 |